# Luzuriaga (España)
Luzuriaga es un concejo del municipio de San Millán, en la provincia de Álava, País Vasco (España).

## Etimología
Su nombre significa "lugar de tierra blanca" (lu(r)-zuri-aga).[cita requerida]

## Despoblado
Forma parte del concejo una fracción del despoblado de:
- Ulibarri.[1]

## Historia
Hacia mediados del siglo XIX, el lugar, ya por entonces perteneciente a San Millán, tenía contabilizada una población de 82 habitantes. Aparece descrito en el décimo volumen del Diccionario geográfico-estadístico-histórico de España y sus posesiones de Ultramar de Pascual Madoz con las siguientes palabras:

LUZURIAGA: l. del ayunt. de San Millan, prov. de Alava (á Vitoria 4 leg.), part. jud. de Salvatierra (1/2), c. g. de las Provincias Vascongadas, aud. terr. de Burgos, dióc. de Calahorra: sit. en llano,clima frio. Tiene 14 casas, igl. parr. (Sta. Maria), servida por 2 beneficiados perpétuos, 1 de ellos con título de cura, y por 1 sacristan. El térm. confina N. por Gordoa; E. Narvaja; S. Salvatierra, y O. Zuazo. El terreno es de mediana calidad con monte robledal y buenos pastos. Los caminos son locales. prod.: trigo, cebada, patatas y mistos: cria ganado vacuno; caza de perdices, codornices y liebres. pobl.: 14 vec., 82 alm. riqueza: con su ayunt. (V.)
(Madoz, 1847, p. 475)

En 2022, tenía empadronados veintinueve habitantes.

## Demografía
| Gráfica de evolución demográfica de Luzuriaga entre 2000 y 2017 |
|                                                                 |
| Población de derecho según los censos de población del INE.     |

## Patrimonio
Hay en el concejo una iglesia de la Asunción de Nuestra Señora.